# Yesterday and Today
Yesterday and Today (englisch für „Gestern und heute“) ist das zwölfte in den USA veröffentlichte Album der britischen Band The Beatles. Es erschien am 20. Juni 1966. Es ist das zehnte Album der Beatles, das von Capitol Records vertrieben wurde.
Bekannt wurde es vor allem durch sein zurückgezogenes Cover, das die Band in Fleischerkittel gekleidet und mit Fleischstücken und kaputten Spielzeugpuppen drapiert zeigte.

## Entstehung
Bis zum Jahr 1966 wurden die britischen Originalalben nicht in den USA hergestellt, stattdessen wurden eigenständige Studioalben zusammengestellt und betitelt, die wiederum nicht in Großbritannien, dafür aber teilweise in Deutschland, veröffentlicht wurden.
Das Album Yesterday and Today ist ebenfalls in Großbritannien nie erschienen, es war das neunte in den USA von Capitol Records veröffentlichte Studioalbum (Introducing… The Beatles wurde von Vee-Jay Records und A Hard Day’s Night wurde von United Artists veröffentlicht, The Beatles’ Story ist ein Dokumentationsalbum) und erreichte dort den ersten Platz der US-amerikanischen Charts, wo es fünf Wochen verblieb, und war somit dort das achte Nummer-eins-Album. Im Januar 1997 wurde das Album in den USA mit Doppel-Platin für zwei Millionen verkaufter Exemplare ausgezeichnet.
Das Album enthält eine Auswahl von bis dato in den USA nicht veröffentlichten oder bisher nur auf Single erhältlichen Liedern. In den USA erschien am 13. September 1965 die Single Yesterday / Act Naturally, beide stammen ursprünglich vom britischen Beatles-Album Help!, die Single wurde der neunte Nummer-eins-Hit in den US-amerikanischen Charts. Die US-Single Nowhere Man / What Goes On sowie die Lieder Drive My Car und If I Needed Someone stammen vom britischen Rubber Soul Album. Hinzu kamen die Single Day Tripper / We Can Work It Out, die zuvor der zehnte Nummer-eins-Hit in den USA war, sowie die Lieder I’m Only Sleeping, Doctor Robert und And Your Bird Can Sing, die erst im August 1966 auf der britischen Ausgabe des Albums Revolver zu hören sein sollten.
Das Album Yesterday and Today wurde in einer Mono- und in einer Stereoversion veröffentlicht. Die Monoversionen der Lieder I’m Only Sleeping (andere Abmischung der rückwärts gespielten Gitarre), Doctor Robert und And Your Bird Can Sing (das Händeklatschen wurde lauter abgemischt und die Gitarre in den Hintergrund) haben eine andere Abmischung als die britischen Monoversionen. Diese Monoabmischungen erfolgten am 12. Mai 1966 durch George Martin und Geoff Emerick.
Die Stereoversionen von Day Tripper (anderes Stereobild der Gitarren am Anfang des Liedes), We Can Work It Out (anderes Stereobild des Harmoniums), I’m Only Sleeping (andere Abmischung der rückwärts gespielten Gitarre), und Doctor Robert (andere Abmischung am Ende des Liedes) enthalten ebenso eigenständige Abmischungen und sind nicht mit den britischen Abmischungen identisch. Die Abmischung der beiden letzten Lieder erfolgte am 20. Mai 1966.
Das Album wurde am 20. Juni 1966 auch in Kanada, im Sommer 1966 in Mexiko und am 25. Oktober 1970 in Japan veröffentlicht.

## Covergestaltung
Auf dem Cover erschien zunächst ein Foto der Band, das während einer Fotosession am 25. März 1966 entstand. Fotograf war Robert Whitaker. Es zeigte die vier Beatles, die Fleischerkittel tragen. Über Schöße und Schultern der Musiker waren Fleischbrocken verteilt. Darüber hinaus sind Teile von Spielzeugpuppen und Zahnprothesen auf dem Foto zu sehen. Das Album wurde mit diesem Cover in einer Auflage von 750.000 Exemplaren gepresst. Vorabexemplare wurden an Plattenhändler, Journalisten und Diskjockeys gesandt. Diese hatten sofort das Cover heftig kritisiert. Es wurde als geschmacklos und grotesk beschrieben. Daraufhin ließ die Plattenfirma Capitol Records das Album komplett zurückrufen. Die Plattenfirma wollte ursprünglich alle Plattencover vernichten lassen, entschloss sich jedoch angesichts der bereits großen Menge produzierter Albenhüllen dazu, die beanstandeten Cover mit einem anderen Cover zu überkleben, um Kosten zu sparen. Das neue Cover zeigt die vier Beatles und einen großen Koffer. In dieser neuen Gestaltung wurde das Album am 20. Juni 1966 veröffentlicht.
Exemplare mit dem ursprünglichen „Butcher-Cover“ sind seither sehr selten. 2006 erzielte ein versiegeltes Exemplar einen Auktionspreis von rund 39.000 US-Dollar.
John Lennon sagte zum Cover: „Ich lass mich nicht gerne auf irgendetwas festlegen, und von uns erwartete man, dass wir so ’ne Engel waren. Ich wollte zeigen, dass wir wussten, was in der Welt vor sich geht, und ich hab mich von uns allen bestimmt am meisten dafür ins Zeug gelegt, dass das Cover rauskam. Ich wollte die Bilder unbedingt, um unser braves Image zu durchbrechen.“
Paul McCartney: „Das schien uns nicht besonders anstößig zu sein. Es waren nur Puppen und eine Menge Fleisch. Ich weiß nicht genau, was er [Robert Whitaker] damit ausdrücken wollte, aber es erschien uns ein wenig origineller, als die Sachen, die wir für andere Leute machen sollten. Und uns gefiel es – wir fanden es außergewöhnlich und schockierend, aber wir sahen nicht alle Assoziationen voraus, die es auslöste.“
Ringo Starr: „Das Cover fanden wir toll, weil wir nette Jungs waren ‚Lass uns sowas machen!‘“
George Harrison bewertete das Cover im Nachhinein sehr kritisch: „Ich fand es eklig, und ich fand, es war dumm. Manchmal machten wir ziemlich dumme Sachen, die wir cool oder hip fanden, obwohl sie in Wahrheit einfach nur blöd waren, und so war es auch diesmal.“
Im März 1980 erschien das US-amerikanische Kompilationsalbum Rarities, auf dessen Innenseite der Klapphülle das Butchercover erneut abgebildet wurde.
Im Juni 1986 wurde in Großbritannien die Single Paperback Writer / Rain als Picture Disc wiederveröffentlicht, auf deren Rückseite ein Foto der Butchercover-Fotosession verwendet wurde.

## Titelliste
| Nummer | Lied              | Autor            | Leadgesang | Länge | vom Album   |
| ------ | ----------------- | ---------------- | ---------- | ----- | ----------- |
| 01     | Drive My Car      | Lennon/McCartney | McCartney  | 2:25  | Rubber Soul |
| 02     | I’m Only Sleeping | Lennon/McCartney | Lennon     | 3:18  | Revolver    |
| 03     | Nowhere Man       | Lennon/McCartney | Lennon     | 2:40  | Rubber Soul |
| 04     | Doctor Robert     | Lennon/McCartney | Lennon     | 2:14  | Revolver    |
| 05     | Yesterday         | Lennon/McCartney | McCartney  | 2:05  | Help!       |
| 06     | Act Naturally     | Morrison/Russell | Starr      | 2:30  | Help!       |

| Nummer | Lied                   | Autor                    | Leadgesang | Länge | vom Album   |
| ------ | ---------------------- | ------------------------ | ---------- | ----- | ----------- |
| 07     | And Your Bird Can Sing | Lennon/McCartney         | Lennon     | 2:00  | Revolver    |
| 08     | If I Needed Someone    | Harrison                 | Harrison   | 2:20  | Rubber Soul |
| 09     | We Can Work It Out     | Lennon/McCartney         | McCartney  | 2:11  | Single      |
| 10     | What Goes On           | Lennon/McCartney/Starkey | Starr      | 2:47  | Rubber Soul |
| 11     | Day Tripper            | Lennon/McCartney         | McCartney  | 2:49  | Single      |

## Wiederveröffentlichung
Im Januar 2014 wurde das Yesterday and Today als Teil der CD-Box The U.S. Albums veröffentlicht, es erschien auch separat und enthält die Mono- und die Stereoversion des Albums. Für die Alben der The U.S. Albums Box wurden im Wesentlichen die im September 2009 veröffentlichten remasterten britischen Mono- und Stereobänder verwendet. Für die Lieder I’m Only Sleeping (Mono/Stereo), Doctor Robert (Mono/Stereo), Day Tripper (Stereo), We Can Work It Out (Stereo) und And Your Bird Can Sing (Mono) wurden neue Abmischungen angefertigt. Das Album ist seit dem 17. Januar 2014 als Download bei iTunes erhältlich.

## Singleauskopplungen

Yesterday (US-Single)

| Jahr | Titel Musiklabel Katalog-Nr.                                                                          | Höchstplatzierung, Gesamtwochen/‑monate, AuszeichnungChartplatzierungen (Jahr, Titel, Musiklabel Katalog-Nr., Platzierungen, Wochen/Monate, Auszeichnungen, Anmerkungen) | Höchstplatzierung, Gesamtwochen/‑monate, AuszeichnungChartplatzierungen (Jahr, Titel, Musiklabel Katalog-Nr., Platzierungen, Wochen/Monate, Auszeichnungen, Anmerkungen) | Höchstplatzierung, Gesamtwochen/‑monate, AuszeichnungChartplatzierungen (Jahr, Titel, Musiklabel Katalog-Nr., Platzierungen, Wochen/Monate, Auszeichnungen, Anmerkungen) | Höchstplatzierung, Gesamtwochen/‑monate, AuszeichnungChartplatzierungen (Jahr, Titel, Musiklabel Katalog-Nr., Platzierungen, Wochen/Monate, Auszeichnungen, Anmerkungen) | Höchstplatzierung, Gesamtwochen/‑monate, AuszeichnungChartplatzierungen (Jahr, Titel, Musiklabel Katalog-Nr., Platzierungen, Wochen/Monate, Auszeichnungen, Anmerkungen) | Anmerkungen                                                    |
| Jahr | Titel Musiklabel Katalog-Nr.                                                                          | DE | AT | CH | UK | US | Anmerkungen                                                    |
| ---- | --- | --- | --- | --- | --- | --- | -------------------------------------------------------------- |
| 1965 | Yesterday • DE: Odeon O 23 031 • UK: Parlophone R6013 • US: Capitol 5498                              | DE6 (2½ Mt.)DE | AT10 (1 Mt.)AT | CH— n.v.CH | UK8 Platin · (9 Wo.)UK | US1 Gold · (11 Wo.)US | Erstveröffentlichung: 13. September 1965 Verkäufe: + 2.500.000 |
| 1965 | We Can Work It Out Doppel-A-Seite • DE: Odeon O 23 122 • CH+UK: Parlophone 505 389 • US: Capitol 5555 | DE2 (4 Mt.)DE | — | — | UK1 (15 Wo.)UK | US1 Gold · (12 Wo.)US | Erstveröffentlichung: 3. Dezember 1965 Verkäufe: + 2.420.000   |
| 1965 | Day Tripper Doppel-A-Seite • US: Capitol 5555                                                         | DE— n.v.DE | AT— n.v.AT | CH— n.v.CH | UK— n.v. SilberUK | US5 (10 Wo.)US | Erstveröffentlichung: 3. Dezember 1965 Verkäufe: + 200.000     |
| 1966 | Nowhere Man • DE+CH: Odeon O 23 171 • US: Capitol 5587                                                | DE3 (2½ Mt.)DE | AT8 (1 Mt.)AT | — | UK— n.v.UK | US3 Gold · (9 Wo.)US | Erstveröffentlichung: 21. Februar 1966 Verkäufe: + 1.000.000   |

grau schraffiert: keine Chartdaten aus diesem Jahr verfügbar

## Rezensionen
Bruce Eder vom Musikportal Allmusic resümierte in seiner Rezension, dass das Album überraschend homogen klingt, obwohl die verschiedenen Aufnahmen in einem Zeitraum von 18 Monaten entstanden und sehr unterschiedliche Musikrichtungen dargeboten werden.

## Kommerzieller Erfolg

### Chartplatzierungen
Yesterday and Today avancierte zum Nummer-eins-Album in den US-amerikanischen Billboard 200 und erreichte darüber hinaus Rang 13 der deutschen Albumcharts.
| ChartsChartplatzierungen       | Höchstplatzierung | Wochen/ Monate |
| ------------------------------ | ----------------- | -------------- |
| Deutschland (GfK)              | 13 (1 Mt.)        | 1 Mt.          |
| Vereinigte Staaten (Billboard) | 1 (32 Wo.)        | 32 Wo.         |

### Auszeichnungen für Musikverkäufe
| Land/Region               | Auszeichnungen für Musikverkäufe (Land/Region, Auszeichnung, Verkäufe) | Verkäufe  |
| ------------------------- | ---------------------------------------------------------------------- | --------- |
| Kanada (MC)               | Platin                                                                 | 100.000   |
| Vereinigte Staaten (RIAA) | 2× Platin                                                              | 2.000.000 |
| Insgesamt                 | 3× Platin ·                                                            | 2.100.000 |

Hauptartikel: The Beatles/Auszeichnungen für Musikverkäufe